# 官银号街道
官银号街道是中华人民共和国吉林省白城市洮北区下辖的一个街道办事处。

## 行政区划
官银号街道下辖以下村级行政区划单位：
鹤鸣湖社区、学府社区和家园社区。